# First Class 8
Pour les articles homonymes, voir Class.
Le First Class 8 est une classe de bateau de 7,85 mètres de longueur. Elle a été créée en 1982 (jusqu'en 1997) par le chantier Bénéteau en collaboration avec le Groupe Finot. Ce bateau est destiné principalement à la régate, :  c'est un monotype (ayant une jauge très contraignante[réf. nécessaire], qui force les adversaires à avoir le même bateau, rendant ainsi la régate plus équitable).

## Historique
Ce bateau fut créé à la suite d'une demande de la FFV à qui il manquait un support pour les championnats de France espoir. Il était en concurrence avec le Fun de Jeanneau. En effet, les bateaux à cette époque devenaient de plus en plus compliqués, chers, et pourtant ni plus marins ni plus efficaces. Il a été le support des championnats de France durant plus de 25 ans ; il a été remplacé en 2005 par le First Class 7.5.

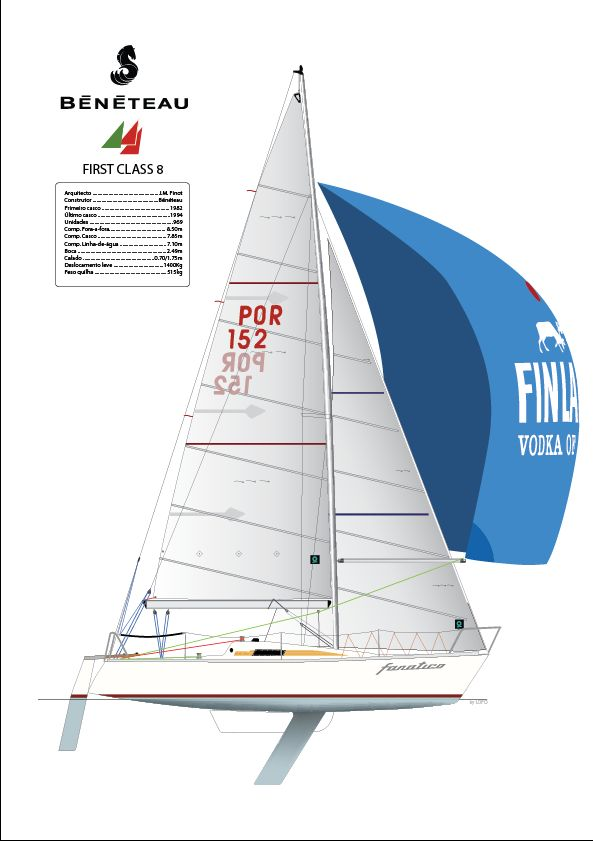
Beneteau First Class 8